# Гришко Віктор Васильович
Ві́ктор Васи́льович Гришко́ (2 листопада 1961) — український футболіст, воротар, пізніше — футбольний тренер.
Народився 2 листопада 1961 року в Кривому Розі, УРСР.
Майстер спорту СРСР (1987). Починав грати в футбол в «Спартаку» (Орджонікідзе, Дніпропетровська область). Перший тренер — А. Скачко. Амплуа — воротар. Закінчив Республіканський спортінтернат (Київ). Освіта вища (Київський інститут фізкультури).

## Ігрова кар’єра
«Динамо» Київ (дубль) — 1979—1981, 1983—1984; «Металіст» Харків — 1982; «Чорноморець» Одеса — 1985—1992, 1998/99, 1999/2000; «Трабзонспор» (Трабзон, Туреччина) — 1992—1995; КФК «Рибак» (Одеса) — 1995; СК «Миколаїв» — 1995/96; КФК «Дністер» Овідіополь — 1996—1997, 1998, 2000/2001; «СКА-Лотто» Одеса — 1997/98. Захищав кольори ветеранських клубів «Дністер» и «Ришельє», грав за ветеранську збірну України.

## Тренерська кар’єра
«Дністер» Овідіополь — 2001 — вересень 2003 року. З 4-го листопада 2008 до літа 2009 року — головний тренер «Чорноморця».

## Досягнення
- Володар Кубка України 1992 року.
- Багаторазовий володар Кубка Туреччини і Кубка Президента Туреччини, бронзовий призер чемпіонату Туреччини.
- Багаторазовий чемпіон і володар Кубка Одеської області.
- Переможець всеукраїнських і міжнародних ветеранських турнірів.
- Визнавався найкращим голкіпером чемпіонату Туреччини.
- Член Клубу Євгена Рудакова: 108 матчів на «0».

В грудні 2003 року був запрошений на посаду заступника спортивного директора ФК «Чорноморець». З лютого 2005 року — директор СДЮШОР «Чорноморець». Голова федерації футболу Одеси. Депутат обласної ради.